# 1. september
1. september je 244. dan leta (245. v prestopnih letih) v gregorijanskem koledarju. Ostaja še 121 dni.

## Dogodki
- 1739 – konča se rusko-turška vojna (1735-1739)
- 1870 – začne se bitka pri Sedanu
- 1879 – konča se Angleško-zulujska vojna
- 1908 – odprta Hedžaška železnica med Damaskom in Medino
- 1914 – v Cincinnatiju pogine zadnja samica goloba selca
- 1923 – potres, ki poruši Tokio, zahteva več kot 100.000 žrtev
- 1928:
  - Radio Ljubljana začne redno oddajati
  - Albanija postane kraljevina, njen kralj pa Ahmed Zogu
- 1930 – začetek 1. tržaškega procesa
- 1939 – z nemško invazijo na Poljsko se uradno začne druga svetovna vojna
- 1942 – nemški Wehrmacht prodre do reke Volge
- 1951 – Avstralija, Nova Zelandija in ZDA ustanovijo pakt ANZUS
- 1961 – v Beogradu se prične prva konferenca gibanja neuvrščenih
- 1969 – skupina častnikov pod vodstvom Moamerja el Gadafija izvede državni udar v Libiji
- 1971 – Katar postane neodvisna država
- 1978 – potres v Iranu zahteva več kot 12.000 žrtev
- 1983 – sovjetska vojska nad Sahalinom sestreli južnokorejski Boeing 747 z 240 potniki in 29 člani posadke
- 1985 – 73 let po nesreči raziskovalci najdejo razbitino ladje RMS Titanic
- 1991 – Uzbekistan postane neodvisna država
- 2004 – čečenski teroristi zajemejo več kot 1.000 talcev v beslanski šoli; reševalna akcija se tragično konča 3. septembra

## Rojstva
- 1286 – Elizabeta Riksa, poljska in češka kraljica († 1335)
- 1341 – Friderik III. (IV.), sicilski kralj, atenski vojvoda († 1377)
- 1453 – Gonzalo Fernández de Córdoba, španski general († 1515)
- 1608 – Giacomo Torelli, italijanski scenograf, inženir († 1678)
- 1637 – Nicolas Catinat, francoski maršal († 1712)
- 1653 – Johann Pachelbel, nemški skladatelj, organist (tega dne krščen) († 1706)
- 1723 – Miura Baien, japonski konfucijanski filozof in ekonomist († 1789)
- 1796 – Miha Kastelic, slovenski pesnik († 1868)
- 1798 – Ferencz József Gyulay, avstrijski feldmaršal († 1868)
- 1854 – Engelbert Humperdinck, nemški skladatelj († 1921)
- 1875 – Edgar Rice Burroughs, ameriški pisatelj († 1950)
- 1888 – Andrija Štampar, hrvaški zdravnik, diplomat († 1958)
- 1896 – A. C. Bhaktivedanta Svami Prabhupada, indijski verski učitelj († 1977)
- 1901 – Bolesław Filipiak, poljski kardinal († 1978)
- 1902 – Dirk Brouwer, nizozemsko-ameriški astronom, geofizik († 1966)
- 1902 – Riccardo Morandi, italijanski inženir in arhitekt († 1989)
- 1906 –
  - Joaquín Antonio Balaguer Ricardo, predsednik Dominikanske republike († 2002)
  - Fran Petre, slovenski književni zgodovinar († 1978)
  - Eleanor Hibbert, angleška pisateljica († 1993)
- 1914 – Marko Župančič, slovenski arhitekt, urbanist († 2007)
- 1922 – Vittorio Gassman, italijanski dramski in filmski igralec († 2000)
- 1925 – Roy Jay Glauber, ameriški fizik, nobelovec 2005 († 2018)
- 1926 – Abdur Rahman Biswas, bangladeški politik in zgodovinar († 2017)
- 1942 – Carolyn Janice Cherry, ameriška pisateljica
- 1946 – Barry Gibb, glasbenik, član skupine Bee Gees
- 1957 – Gloria Estefan, kubansko-ameriška pevka
- 1968 – Franck Lagorce, francoski avtomobilski dirkač
- 1977 – David Albelda, španski nogometaš
- 1997 –  Jeon Jungkook, korejski pevec

## Smrti
- 672 – Rekesvint, kralj Vizigotov (* ni znano)
- 1067 – Baldvin V., grof Flandrije (* 1012)
- 1126 – Svetoslava Poljska, češka vojvodinja in prva kraljica (* okoli 1046/1048)
- 1129 – Álmoš, ogrski plemič, hrvaški ban (* 1070)
- 1159 – Hadrijan IV., papež (* 1100)
- 1198 – Dulca Aragonska, princesa, portugalska kraljica (* 1160)
- 1256 – Kudžo Joricune, 4. japonski šogun (* 1218)
- 1327 – Fulk de Villaret, veliki mojster vitezov hospitalcev
- 1339 – Henrik XIV., vojvoda Spodnje Bavarske (* 1305)
- 1376 – Filip Orleanski, vojvoda Orléansa, Touraine, grof Valoisa (* 1336)
- 1384 – Magnus I., mecklenburški vojvoda (* 1345)
- 1557 – Jacques Cartier, francoski raziskovalec (* ok. 1491)
- 1600 – Tadeáš Hájek z Hájku - Thaddeus Nemecis, češki astronom, zdravnik (* 1525)
- 1648 – Marin Mersenne, francoski matematik, fizik, urednik, filozof, teolog, muzikolog (* 1588)
- 1687 – Henry More, angleški filozof (* 1614)
- 1715 – Ludvik XIV., francoski kralj (* 1638)
- 1723 – Dimitrie Cantemir, moldavski knez, državnik, znanstvenik (* 1673)
- 1838 – William Clark, ameriški raziskovalec (* 1770)
- 1868 – Ferencz József Gyulay, avstrijski feldmaršal (* 1798)
- 1903 – Charles-Bernard Renouvier, francoski filozof (* 1815)
- 1906 – Giuseppe Giacosa, italijanski pesnik in libretist (* 1847)
- 1942 – Gregor Gojmir Krek, slovenski skladatelj (* 1875)
- 1953 – Jacques Thibaud, francoski violinist (* 1880)
- 1964 – Jože Pahor, slovenski pisatelj (* 1888)
- 1969 – Sakakura Džunzo, japonski arhitekt (* 1904)
- 1970 – François Charles Mauriac, francoski pisatelj, dramatik, nobelovec 1952 (* 1885)
- 1981 – Albert Speer, nemški arhitekt, nacistični uradnik (* 1905)
- 1982 – Władysław Gomułka, poljski voditelj (* 1905)
- 1985 – Stefan Bellof, nemški avtomobilistični dirkač (* 1957)
- 1988 – Luis Walter Alvarez, ameriški fizik, nobelovec 1968 (* 1911)
- 1989 – Kazimierz Deyna, poljski nogometaš (* 1947)
- 2003 – Rand Brooks, ameriški filmski igralec (* 1918)